# Rubus variispinus
Rubus variispinus är en rosväxtart som beskrevs av Liberty Hyde Bailey. Rubus variispinus ingår i släktet rubusar, och familjen rosväxter. Inga underarter finns listade i Catalogue of Life.